# Demokratska zajednica Hrvata
Demokratska zajednica Hrvata je politička stranka vojvođanskih Hrvata.
Osnovana je 25. lipnja 2007.

Po starosti osnivanja, četvrta je po redu stranka Hrvata u Vojvodini od ponovnog uvođenja višestranačja u Vojvodinu 1990.-e.
Trenutačni čelnik je (stanje 9. studenoga 2007.) je Đorđe Čović.
Stranačko sjedište je u Subotici, Age Mamužića 5.

## Stranačka obilježja
Stranački grb čine štit s motivom hrvatskog šahiranog grba s početnim crvenim poljem, a iznad štita u luku velika tiskovna slova DZH. Svako slovo je crveno-bijelo-plave boje. Boje su poredane okomito.

## Povijest
Prema prvotnim procjenama Tomislava Žigmanova, jednog od vodećih intelektualaca Hrvata u Vojvodini, ovu je stranku karakterizira to što " glavni inicijatori za osnutak Demokratske zajednice Hrvata su gubitnici stranačkih nesuglasja i sukoba unutar DSHV-a.

Ipak, nekoliko mjeseci poslije, vodeći intelektualci Hrvati u Vojvodini su došli do drugih stavova o ovoj stranci, a najslikovitije je zaključio Slaven Bačić:

"U dosadašnjim javnim reagiranjima na formiranje Demokratske zajednice Hrvata u Subotici prevladavaju tvrdnje da su ovu partiju formirali nezadovoljnici isključeni iz DSHV-a. Međutim, kronološki slijed događaja to opovrgava, ali i njihove očekivane aktivnosti

Unatoč tome, čelnik stranke Đorđe Čović se koji mjesec kasnije oglasio izjavama kojima je istupio toleratno prema strankama koje rade na podvajanju i negiranju Hrvata u Bačkoj. Također, Đorđe Čović je u svojim izjavama napao vodeće intelektualce Hrvate u Vojvodini, Tomislava Žigmanova, dr Slavena Bačića i čelnika DSHV-a Petra Kuntića, što je izazvalo reakcije uglednog bačkog hrvatskog književnika i intelektualca Vojislava Sekelja.
Prema tvrdnji jednog od utemeljitelja DSHV-a Josipa Ivankovića, do osnivanja DZH je došlo kada je Petar Kuntić pregovarao s novim koalicijskim partnerom u Subotici, na što je stari koalicijski partner na lokalnoj razini formirao novu stranku Hrvata, DZH.
19. prosinca 2007. je Demokratska zajednica Hrvata objavila Deklaraciju u kojoj se proglašava "ravnopravnom sa svim udrugama i institucijama koje imaju za cilj zastupanje interesa hrvatske zajednice", osporavajući trenutačni monopolski položaj u zastupanju interesa hrv. zajednice u Srbiji.

Od 2007. godine dopredsjednik je bio Lazar Baraković.
25. travnja 2008., DZH je potpisala sporazum o suradnji s Mađarskom koalicijom, u kojoj će ih DZH poduprijeti na srbijanskim republičkim izborima, kao i na pokrajinskim, gdje će izaći i kao potpora koaliciji Zajedno za Vojvodinu.
Demokratska zajednica Hrvata sudjelovala je na izborima na svim razinama bez da su imali svog zastupnika u parlamentima. Na izborima 24. travnja 2016. ulazak zastupnika DZH bio je izgledan na lokalnim izborima u Subotici jer se predsjednik stranke Đorđe Čović nalazio na 7. mjestu izborne lista Jenő Maglai – Pokret za građansku Suboticu koju podupire Mađarski pokret, kao i na pokrajinskim izborima jer je Čović bio na 8. mjestu izborne liste.

## Izborni rezultati
Na predsjedničkim izborima 2008. u Srbiji, DZH je pozvala svoje birače neka u 2. izbornom krugu daju potporu kandidatu DS-a Borisu Tadiću.

- izbori u Srbiji u svibnju 2008.

Na izborima 11. svibnja, DZH je odlučila izaći na pokrajinskoj razini, izbornoj listi "Zajedno za Vojvodinu - Nenad Čanak", predvođenoj Ligom socijaldemokrata Vojvodine.

## Vanjske poveznice
- Službene stranice[neaktivna poveznica]
- Radio Subotica DZH: Prve izjave veleposlanika Kuprešaka - ohrabrenje za hrvatsku zajednicu, 17. ožujka 2009. (sadrži i grb stranke)